# 北市场

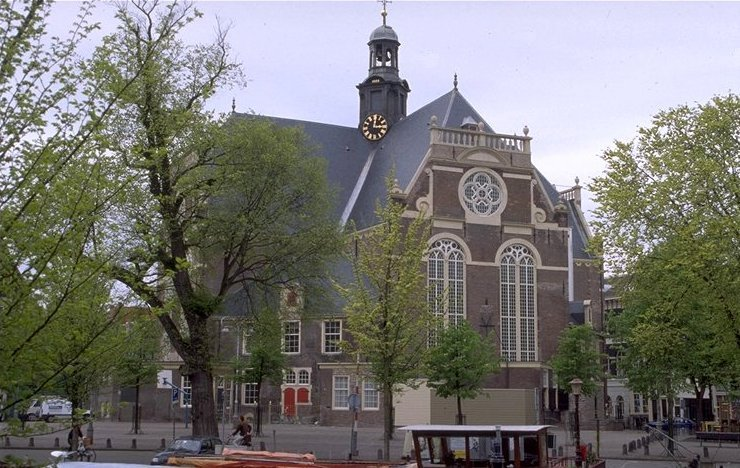
北市场The 北教堂

北市场（Noordermarkt）是荷兰阿姆斯特丹的一个广场。
北市场咖啡馆和餐馆林立。每周一举办集市。
北市场开辟于1616年，原名王子市场（Prinsenmarkt），得名于毗邻的王子运河。1623年建成广场上的主要建筑北教堂，广场改称为北市场。
第二次世界大战期间，为抗议纳粹驱逐犹太人，1941年2月罢工的组织者在北市场(Noordermarkt)广场举行了第一次公开集会。北市场教堂南面的一块牌匾以纪念这一点。

## 图册

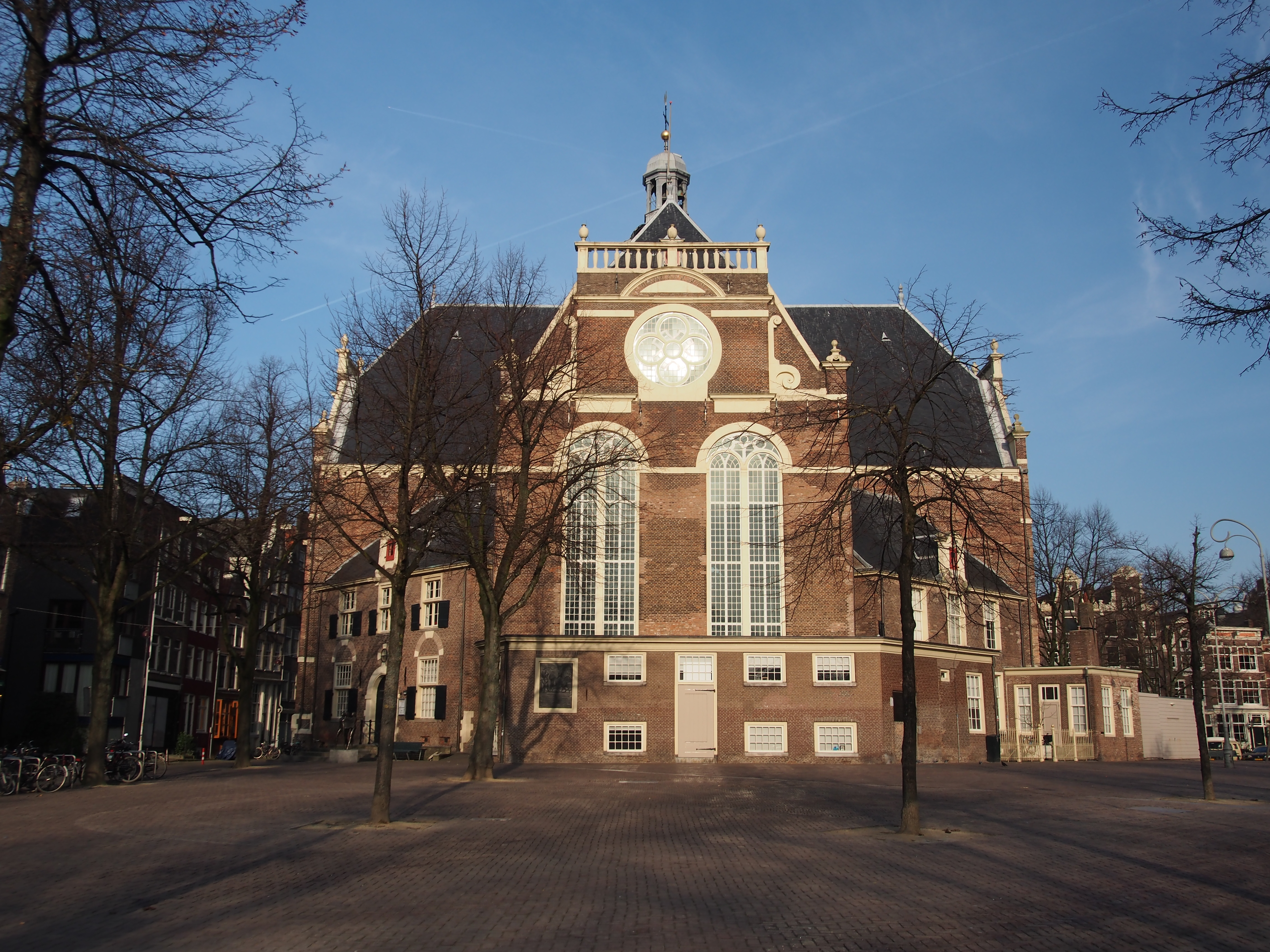
Noorderkerk 的广场
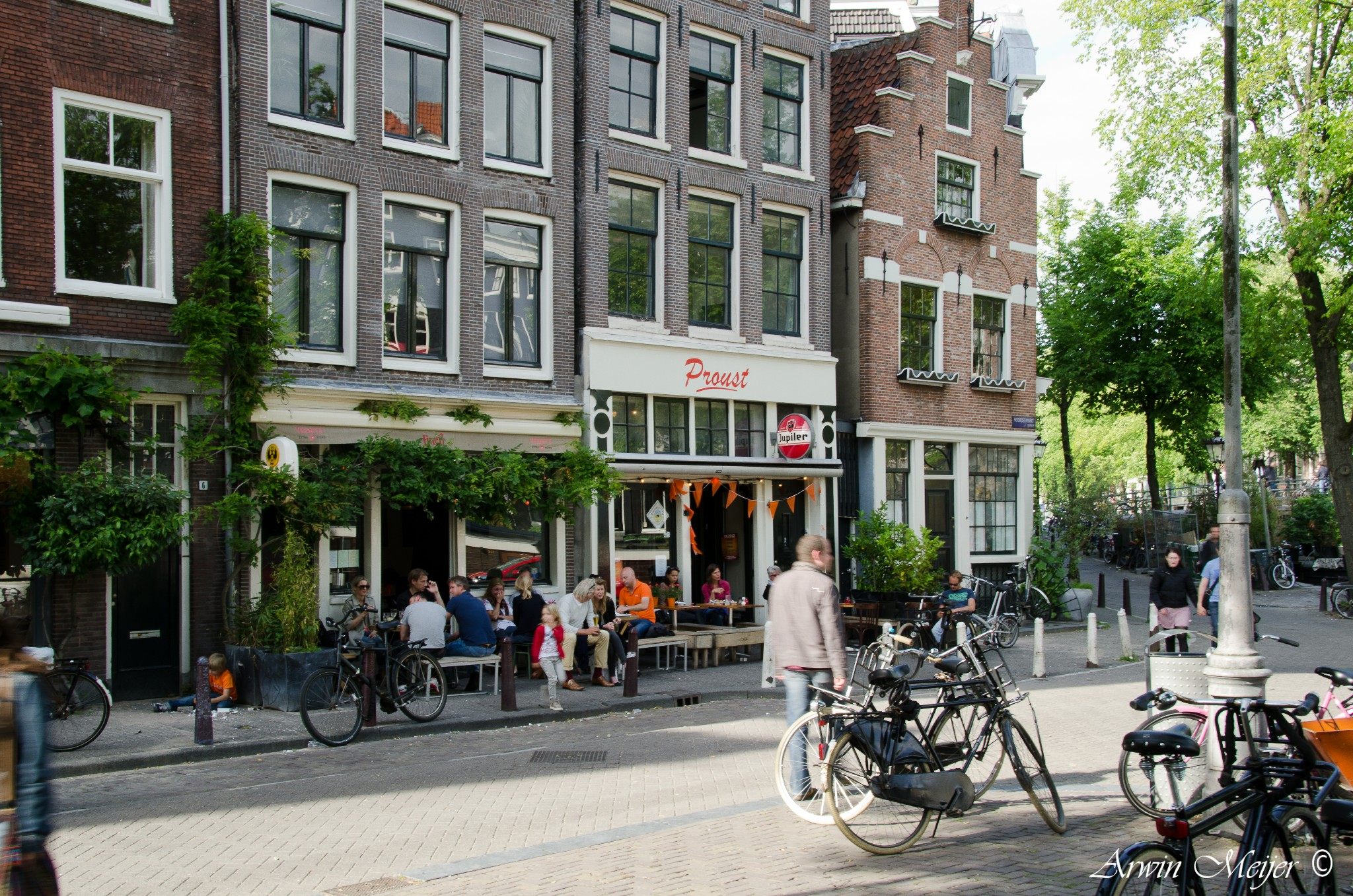
广场北端的餐厅和咖啡馆
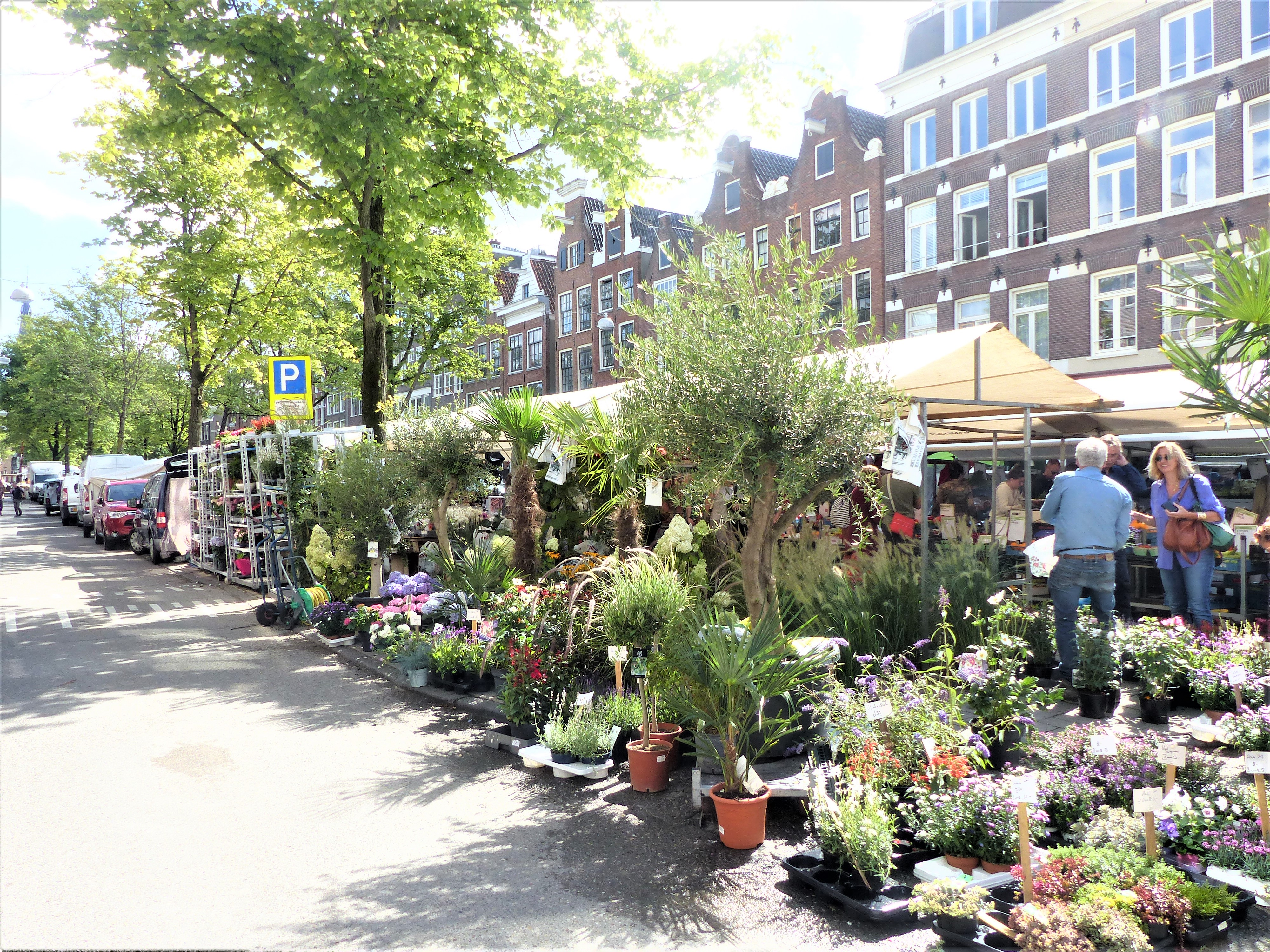
周六农贸市场
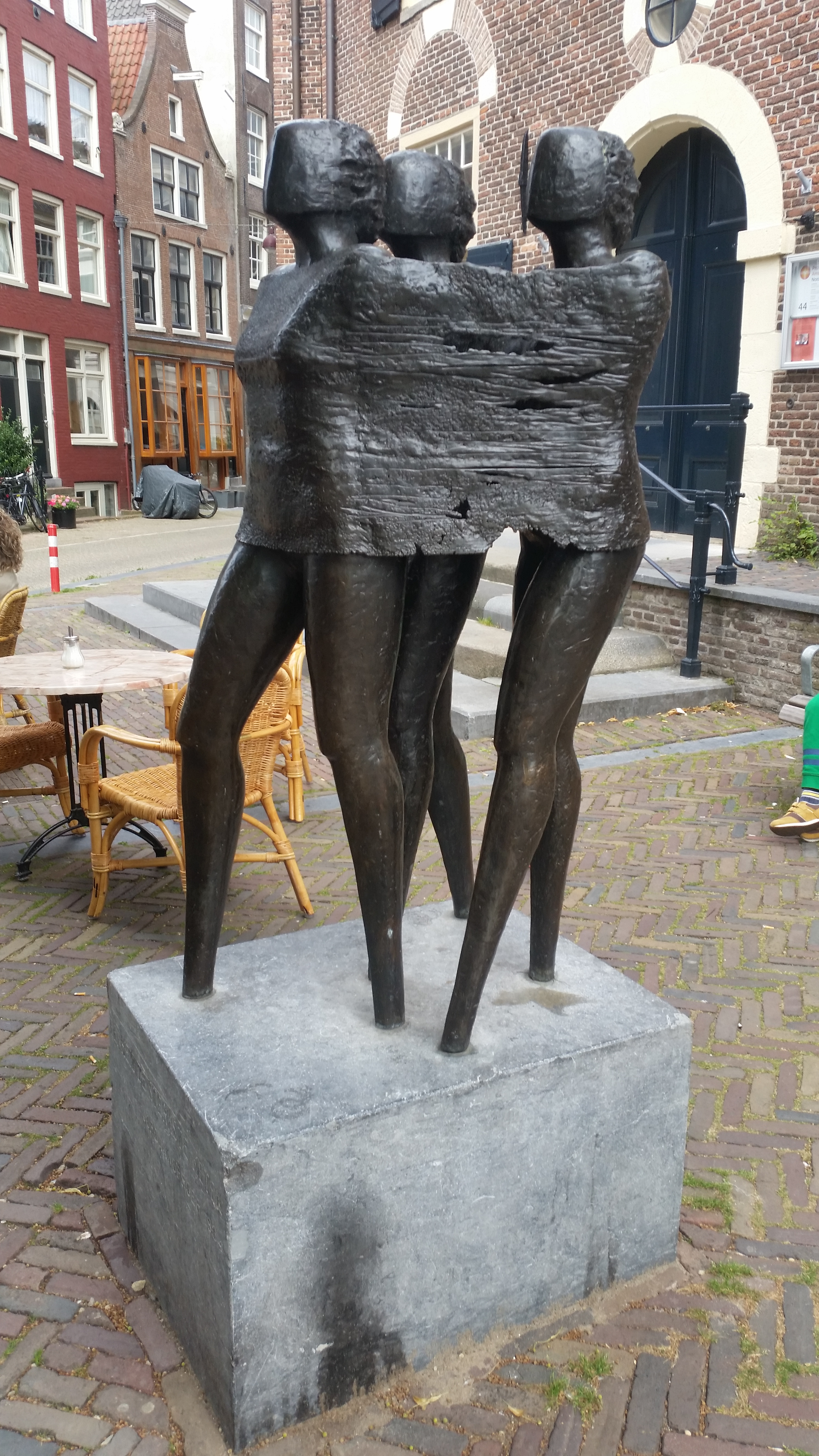
1934 年 Jordaanoproer暴动纪念碑